# Llista de masies dels Torrents (Lladurs)
La llista de masies dels Torrents ordena alfabèticament els topònims de les masies del terme del poble dels Torrents, al municipi de Lladurs (Solsonès).